# بیست سال بعد
بیست سال بعد رمانی اثر نویسنده فرانسوی الکساندر دوما که بعد از رمان موفق سه تفنگدار در سال ۱۸۴۵ به چاپ رسید. این رمان قسمت دوم رمان سه تفنگدار است. در این داستان ما همان قهرمانان را در دوره صغارت لوئی چهاردهم و صدارت کاردینال مازارن و همزمان با شورش فلاخن در فرانسه و نیز سلطه ناپایدار کرامول بر انگلیس پس از برانداختن دودمان استوارت و اعدام چارلز اول در انگلستان بازمی‌یابیم.

## ترجمه
این رمان توسط محمد طاهر میرزا قاجار (محمد طاهر میرزا اسکندری طاب ثراه) به‌فارسی ترجمه شد.